# Rhinomorinia capensis
Rhinomorinia capensis är en tvåvingeart som först beskrevs av Brauer och Julius Edler von Bergenstamm 1893.  Rhinomorinia capensis ingår i släktet Rhinomorinia och familjen gråsuggeflugor. Inga underarter finns listade i Catalogue of Life.